# Herman Graeser
Herman Graeser (1898-1966), também conhecido pela alcunha de Germano, foi um fotógrafo brasileiro. Em 1981, o Museu Lasar Segall organizou uma uma exposição nomeada "Herman Graeser: Fotografia e Documentação".

## Biografia
Filho de alemães, Herman Hugo Graeser nasceu na cidade de São Paulo.

## Leituras adicionais
- Arquivo de fotografias no IPHAN: Herman Hugo Graeser, poder e memória